# Gerbillus floweri
Espèce
Statut de conservation UICN

 LC  : Préoccupation mineure
Gerbillus floweri ou Gerbillus (Gerbillus) floweri est une espèce qui fait partie des rongeurs. C'est une gerbille de la famille des Muridés, originaire d'Égypte.